# Grzegorz Cieślar
Grzegorz Cieślar (ur. 22 lutego 1961 w Czechowicach-Dziedzicach) – polski lekarz, specjalista chorób wewnętrznych i balneoklimatologii, profesor nauk medycznych, od 2018 kierownik Katedry i Oddziału Klinicznego Chorób Wewnętrznych, Angiologii i Medycyny Fizykalnej Wydziału Nauk Medycznych w Zabrzu Śląskiego Uniwersytetu Medycznego w Katowicach, od 2014 konsultant wojewódzki ds. balneologii i medycyny fizykalnej na obszar województwa śląskiego.

## Życiorys
Absolwent Liceum Ogólnokształcącego im. M. Skłodowskiej-Curie w Czechowicach-Dziedzicach. W 1985 ukończył studia medyczne na Wydziale Lekarskim w Zabrzu Śląskiej Akademii Medycznej w Katowicach. W latach 1985–1987 zatrudniony w Katedrze i Klinice Położnictwa i Ginekologii ŚAM w Bytomiu, gdzie uzyskał specjalizację I stopnia z ginekologii i położnictwa. Od 1987 związany z  Katedrą i Oddziałem Klinicznym Chorób Wewnętrznych, Angiologii i Medycyny Fizykalnej. W 2018, po odejściu na emeryturę prof. Aleksandra Sieronia zastąpił go na stanowisku kierownika katedry.
W 1989 obronił pracę doktorską w dyscyplinie medycyna pod tytułem Oddziaływanie zmiennego pola magnetycznego niskiej częstotliwości na wybrane parametry krwi i stan niektórych narządów wewnętrznych zwierząt doświadczalnych, której promotorem był prof. Jerzy Żmudziński. W 2006 habilitował się w specjalności choroby wewnętrzne i medycyna fizykalna na podstawie ogólnego dorobku naukowego oraz rozprawy habilitacyjnej pod tytułem Efekty metaboliczne związane z przemianami węglowodanów u szczurów poddanych długotrwałemu działaniu stałych pól elektrycznych o natężeniach generowanych przez linie przesyłowe wysokiego napięcia prądu stałego. W 2013 uzyskał tytuł profesora nauk medycznych.
Specjalizuje się w obszarze chorób wewnętrznych oraz balneologii i medycynie fizykalnej.
Autor 10 monografii, 25 rozdziałów w książkach, 34 artykułów w recenzowanych czasopismach zagranicznych, 117 artykułów w recenzowanych czasopismach krajowych, 117 doniesień na zjazdach zagranicznych i 94 doniesień na zjazdach krajowych oraz redakcja 7 monografii. Promotor 4 przewodów doktorskich oraz 54 prac licencjackich.